# Domingo Massaro
Domingo Massaro Conley (Iquique, 28 agosto 1927 – Santiago del Cile, 6 marzo 2025) è stato un calciatore e arbitro di calcio cileno.

## Carriera
Con la Nazionale cilena partecipò alle Olimpiadi del 1952. Dopo la carriera da giocatore divenne arbitro. In particolare, in quest'ultima veste il 22 ottobre 1969 diresse a Buenos Aires la partita fra l'Estudiantes e il Milan per la Coppa Intercontinentale 1969, gara diventata famosa come "il massacro della Bombonera" al termine della quale l'ex calciatore francese di origine argentina Nestor Combin fu addirittura arrestato per diserzione.